# De roof van de Sabijnse maagden (Rubens)

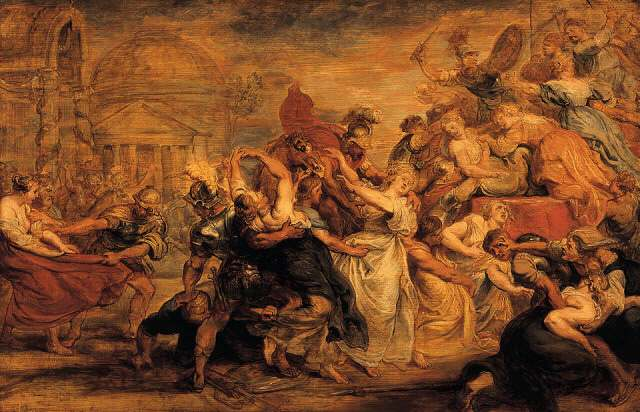
De roof van de Sabijnse maagden (Belfius Collectie)

De roof van de Sabijnse maagden is een olieverfschilderij van Peter Paul Rubens. 
Samen met zijn ander werk De verzoening van Romeinen en Sabijnen moest de roof van de  Sabijnse maagden een model zijn voor een immense compositie van Rubens. Deze composities zouden 3,5 x 4,5 meter moeten worden. Koning Filips IV van Spanje gaf de opdracht tot deze compositie in het jaar 1639. Één jaar later (1640) stierf Rubens echter. Het werk De verzoening van Romeinen en Sabijnen was nagenoeg voltooid en werd verder afgewerkt door de Brusselse hofschilder Gaspar de Crayer. 
Dit olieverfschilderij meet 56 x 87 cm en is geschilderd op een paneel. Het was terug te vinden in het Osterriethhuis in Antwerpen. Bij de verkoop van het Osterriethhuis door Belfius werd het schilderij niet meeverkocht en bleef het in het bezit van de Belfius Collectie.
De roof van de Sabijnse maagden is een mythe over het begin van de Romeinse tijd, beschreven door Titus Livius en Plutarchus. Toen Rome nog niet veel meer was dan een dorp, hadden ze vrouwen nodig om hun bestaan te verzekeren. Ze organiseerden een feest en nodigden daarbij de Sabijnen, een naburig volk, uit. Tijdens dat feest ontvoerden de Romeinen de huwbare Sabijnse vrouwen. De Sabijnen trokken ten oorlog tegen de Romeinen, maar op het moment dat ze zouden aanvallen, kwamen de vrouwen in actie. Ze gingen tussen die twee legers staan en smeekten om vrede te sluiten, wat ook gebeurde. 
De transfiguratie (1604-05) · Portret van de kunstenaar en zijn vrouw in een prieel van kamperfoelie (1609) · Kruisoprichting (1610) · Kruisafneming (1611) · De verrijzenis van Christus (1611-12) · De vier filosofen (1611-1612) · Het verschijnen van de Heilige Geest aan de Heilige Teresa van Avila (1612-14) · De ontdekking van Romulus en Remus (circa 1613) · De Rockoxtriptiek (1613-15) · De onthoofding van de heilige Catharina van Alexandrië (circa 1615) · Kruisafneming (1616-17) · Oude vrouw en jongen met kaarsen (1616-1617) · Medusa (ca. 1617) · Het aardse paradijs met de zondeval van Adam en Eva (ca. 1617) · De verloren zoon (1618) · De heilige Maria Magdalena in extase (1619-20)· De drie gratiën (1620-23) · Diana en haar nimfen maken zich klaar voor de jacht (1623-24) · Bekering van de H. Bavo (1623-24) · Heilige Rochus door Christus aangesteld tot patroon van de pestlijders (1623-26) · Aanbidding der Koningen (1624) · Portret van Matthaeus Yrsselius (circa 1624) · Tenhemelopneming van Maria (1625-26) · Portret van Anna van Oostenrijk (1625-26) · Angelica en de kluizenaar (1626-28) · De ontvoering van Europa (1628-29) · Laatste Avondmaal (1631-32) · Franciscus van Assisi ontvangt de stigmata (1633) · De roof van de Sabijnse maagden (1634-36) · Dans van dorpelingen en mythische figuren (1635) · Herfstlandschap met uitzicht op het Steen (1636) · De hond van Hercules ontdekt het purper (ca. 1636) · Saturnus verslindt een zoon (ca. 1636-37) · Het pelsken (ca. 1636-38)